# Borboletta
| 전문가 평가                   | 전문가 평가 |
| 평가 점수                     | 평가 점수   |
| 출처                          | 점수        |
| ----------------------------- | ----------- |
| AllMusic                      | [ 1 ]       |
| Christgau's Record Guide      | C+          |
| Džuboks                       | (mixed)     |
| Rolling Stone                 | (not rated) |
| The Rolling Stone Album Guide | [ 5 ]       |

《Borboletta》는 미국의 라틴 록 밴드 산타나의 여섯 번째 스튜디오 음반이다. 이 음반은 《Caravanserai》 (1972년), 그리고 《Welcome》 (1973년)과 함께 재즈 펑크 퓨전 지향 음반들 중 하나이다. 이런 스타일의 카를로스 산타나의 비밴드 음반에는 존 맥러플린의 《Love Devotion Surrender》 (1973년)와 앨리스 콜트레인, 잭 디조넷 그리고 줄스 브루사드의 《Illuminations》(1974년)도 포함되어 있다. 기타리스트는 타악기, 색소폰, 키보드에 많은 여지(〈Spring Manifestations (Sound Effects)〉)를 남겨 분위기를 조성하고, 혼자서 긴 솔로곡(〈Promise of a Fisherman〉)과 보컬(〈Give and Take〉, 펑키한 기타 주제의 노래)을 부른다. 이 음반은 브라질의 음악가 플로라 퓨림과 그녀의 남편 아이르투 모레이라의 음반 《Butterfly Dreams》 (1973년)에 대한 암시인 나비가 전시된 금속 파란 소매로 발매되었는데, 그의 기여는 《Borboletta》의 사운드에 깊은 영향을 미쳤다. 그리고 포르투갈어로 "보르볼레타(Borboletta)"는 "나비"를 의미한다.
오리지널 베이시스트인 데이비드 브라운이 더그 라우치를 대신하기 위해 돌아왔고 보컬리스트이자 키보디스트인 레온 파틸로가 합류했다. 음반 완성 후, 드러머 마이클 슈리브는 음반의 일부에 게스트를 맡았던 레온 "은두구" 챈클러로 대체되기 위해 떠났다.

## 곡 목록
| #  | 제목                                             | 작사·작곡                      | 재생 시간 |
| -- | ------------------------------------------------ | ------------------------------ | --------- |
| 1. | 〈Spring Manifestations (Sound Effects)〉 (기악) | 아이르투 모레이라, 플로라 퓨림 | 1:05      |
| 2. | 〈Canto de los Flores〉 (기악)                   | 톰 코스터                      | 3:54      |
| 3. | 〈Life Is Anew〉                                 | 카를로스 산타나, 마이클 슈리브 | 4:30      |
| 4. | 〈Give and Take〉                                | 산타나, 코스터, 슈리브         | 5:46      |
| 5. | 〈One with the Sun〉                             | 얼리린 마르티니, 제리 마르티니 | 4:20      |
| 6. | 〈Aspirations〉                                  | 코스터, 산타나                 | 5:12      |

| #   | 제목                              | 작사·작곡               | 재생 시간 |
| --- | --------------------------------- | ----------------------- | --------- |
| 7.  | 〈Practice What You Preach〉      | 산타나                  | 4:28      |
| 8.  | 〈Mirage〉                        | 레온 파틸로             | 4:43      |
| 9.  | 〈Here and Now〉 (기악)           | 아르만도 페라자, 산타나 | 3:01      |
| 10. | 〈Flor de Canela〉 (기악)         | 산타나, 더그 라우치     | 2:20      |
| 11. | 〈Promise of a Fisherman〉 (기악) | 도리바우 카이미         | 8:05      |
| 12. | 〈Borboletta〉 (기악)             | 모레이라                | 2:50      |

## 인증
| 국가                       | 인증 | 판매량/출하량 |
| -------------------------- | ---- | ------------- |
| 영국 (BPI)                 | 실버 | 60,000^       |
| 미국 (RIAA)                | 골드 | 500,000^      |
| ^출하량을 기반으로 한 인증 |      |               |